# Qadria cajanae
Qadria cajanae är en insektsart som först beskrevs av M. Firoz Ahmed 1971.  Qadria cajanae ingår i släktet Qadria och familjen dvärgstritar. Inga underarter finns listade i Catalogue of Life.